# Charles H. Leavy

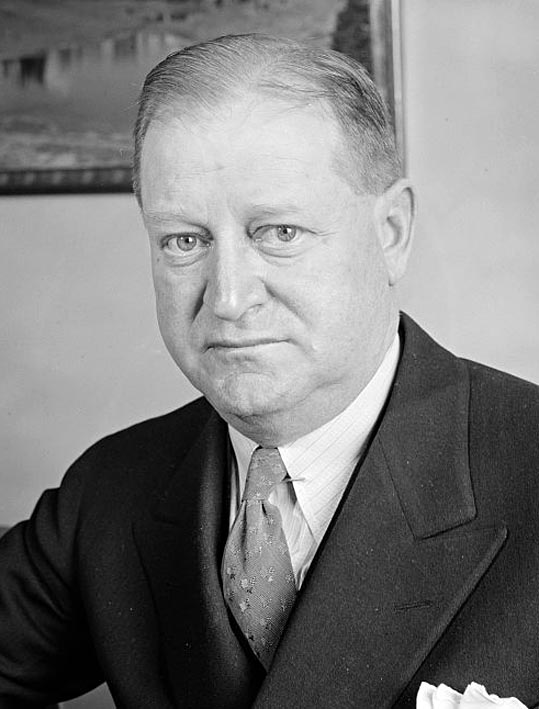
Charles H. Leavy (1940)

Charles Henry Leavy (* 16. Februar 1884 bei York, Pennsylvania; † 25. September 1952 in Tacoma, Washington) war ein US-amerikanischer Politiker. Zwischen 1937 und 1942 vertrat er den Bundesstaat Washington im US-Repräsentantenhaus.

## Werdegang
Im Jahr 1887 zog Charles Leavy mit seinen Eltern nach Kansas City in Missouri. In diesem Staat besuchte er die öffentlichen Schulen. Zwischen 1903 und 1913 war er in verschiedenen Orten in Missouri als Lehrer tätig. Nach einem Jurastudium und seiner im Jahr 1912 erfolgten Zulassung als Rechtsanwalt begann er in Newport im Staat Washington, wohin er inzwischen gezogen war, in seinem neuen Beruf zu arbeiten. Zwischen 1915 und 1918 war Leavy Bezirksstaatsanwalt im Pend Oreille County. Im Jahr 1918 zog er nach Spokane. Dort war er von 1918 bis 1921 Mitarbeiter im Stab des Bundesbezirksstaatsanwalts für den östlichen Teil des Staates Washington. Zwischen 1922 und 1926 war er Bezirksstaatsanwalt für das Spokane County, ehe er im Jahr 1926 Richter am Superior Court des Staates Washington wurde. Dieses Amt bekleidete er bis 1936.
Politisch war Leavy Mitglied der Demokratischen Partei. Bei den Kongresswahlen des Jahres 1936 wurde er im fünften Wahlbezirk seines Staates in das US-Repräsentantenhaus in Washington, D.C. gewählt, wo er am 3. Januar 1937 sein neues Mandat antrat. Nach zwei Wiederwahlen konnte er bis zu seinem Rücktritt am 1. August 1942 im Kongress verbleiben. Dort wurden bis 1941 noch weitere New-Deal-Gesetze der Bundesregierung unter Präsident Franklin D. Roosevelt verabschiedet. Seit dem amerikanischen Kriegseintritt nach dem japanischen Angriff auf Pearl Harbor am 7. Dezember 1941 wurde auch die Arbeit des US-Repräsentantenhauses von den Ereignissen des Zweiten Weltkrieges geprägt.
Leavys Rücktritt vom Amt des Kongressabgeordneten erfolgte aufgrund seiner Ernennung zum Richter am Bundesbezirksgericht für den westlichen Distrikt von Washington. Dieses Amt bekleidete er zwischen 1942 und dem Eintritt in seinen Ruhestand am 1. September 1952. Er starb schon 25 Tage später, am 25. September 1952, in Tacoma, wo er auch beigesetzt wurde.